# Algemene Centrale der Openbare Diensten
De Algemene Centrale der Openbare Diensten (ACOD), in het Frans Centrale Générale des Services Publics (CGSP) en in het Duits Allgemeine Zentrale der öffentlichen Dienste (AZÖD) is een Belgische vakcentrale die deel uitmaakt van het Algemeen Belgisch Vakverbond (ABVV). De vakvereniging werd opgericht op 19 augustus 1945 onder voorzitterschap van Joseph Bracops. Ten gevolge van de verschillende Belgische staatshervormingen, krijgen de verschillende vleugels van de ACOD ook meer bevoegdheden. Zo bestaan onder de federale koepel (ACOD/CGSP, ook wel federale ACOD genoemd) ook de Vlaamse Intergewestelijke (VLIG), Interrégionale Wallonne (IRW) en de Brusselse Intergewestelijke (BIG/IRB). Huidig federaal voorzitter is Michel Meyer. Chris Reniers is federaal vicevoorzitter en voorzitter van de Vlaamse Intergewestelijke.

## Geschiedenis

### Algemeen Geünifieerd Syndicaat der Openbare Diensten
Het Algemeen Geünifieerd Syndicaat der Openbare Diensten (ASOD), in het Frans Syndicat Général Unifié des Services Publics (SGUSP), was een fusieorganisatie van vier vakbonden. Met name het Nationaal Syndicaat van Spoor, Post, Telegraaf, Telefoon, Zeewezen en Luchtvaart, de Belgische Centrale der Werknemers in Openbare Dienst, de Centrale van het Socialistisch Onderwijzend Personeel en het Nationaal Syndicaat van het Burgerlijk Personeel van Landsverdediging. Al deze organisaties waren voor de Tweede Wereldoorlog aangesloten bij het socialistische Belgisch Vakverbond (BVV). Het ASOD werd in 1942 opgericht door een aantal Waalse en Brusselse kernen. In 1943 was de Franstalige vleugel opgezet en een jaar later (1944) volgde de Vlaamse. Een van de belangrijkste figuren binnen het ASOD was André Genot. Het ledenaantal voor het fusiecongres van 28 en 29 april 1945 bedroeg 51.789.

### Eenheidsvakbond
Tijdens dat fusiecongres besloot het Algemeen Geünifieerd Syndicaat der Openbare Diensten (ASOD) te fuseren met de Mouvement Syndical Unifié (MSU), het Belgisch Vakverbond (BVV) en het Belgisch Verbond der Eenheidssyndicaten (BVES) tot het Algemeen Belgisch Vakverbond (ABVV). Het fusiecongres was er gekomen na een voorstel van de BVES om een gemeenschappelijk bureau op te richten met de BVV en voorzag oorspronkelijk in de oprichting van een Confederatie der Geünifieerde Vakbonden van België. Het BVV, bij monde van Joseph Bondas, wilde echter enkel meedoen als ook de MSU deelnam aan de gesprekken.

### Centrale binnen het ABVV
Op 19 augustus 1945 ontstaat de ACOD uit de samensmelten van de verschillende socialistische overheidsvakbonden, waaronder de Eenheidsvakbonden van de Openbare Diensten, die deel uitmaakten van het BVES. Als overkoepelende organisatie van alle (linkse) vakbonden van de openbare diensten, is de ACOD vrij uniek in zijn genre. Ze fungeert binnen het ABVV meermaals als locomotief voor acties. Het ledental evolueerde van ±70.000 leden in 1945 tot ±250.000 in 1997.

### Voorzitters
De opeenvolgende ACOD-voorzitters waren:
| Periode      | Voorzitter      |
| ------------ | --------------- |
| 1945 - 1946  | Joseph Bracops  |
| 1946 - 1956  | Henri Jansen    |
| 1957 - 1968  | Georges Debunne |
| 1968 - 1982  | Edmond Hamont   |
| 1982 - 1993  | Roger Piton     |
| 1993 - 1998  | Jacques Lorez   |
| 1998 - 2003  | Henri Dujardin  |
| 2003 - 2006  | Guy Biamont     |
| 2006 - 2014  | Karel Stessens  |
| 2014 - heden | Michel Meyer    |

| Periode      | Algemeen secretaris |
| ------------ | ------------------- |
| 1945 - 1946  | Henri Jansen        |
| 1945 - 1947  | Alfons Beckers      |
| 1945 - 1949  | André Genot         |
| 1945 - ?     | Charles Crevecœur   |
| 1946 - 1965  | Jacques Cloes       |
| 1947 - 1956  | Georges Debunne     |
| 1949 - ?     | Arthur Valkeners    |
| 1961 - ?     | André Resimont      |
| 1961 - 1968  | Louis Melis         |
| 1968 - ?     | Rodolfo Fernandez   |
| 1974 - 1980  | Mon Rooses          |
| 1980 - 1989  | ?                   |
| 1989 - 2005  | Karel Stessens      |
| 2005 - 2014  | Chris Reniers       |
| 2014 - 2019  | Guido Rasschaert    |
| 2019 - heden | Werner Roelandt     |

## Werking
De structuur van de ACOD evolueerde doorheen de jaren samen met de Belgische federale staatsstructuur. Onder de federale koepel van de ACOD vallen drie intergewestelijken: de Vlaamse Intergewestelijke (VLIG) beslaat het Vlaamse grondgebied, de Waalse Intergewestelijke (IRW) het Waalse en ten slotte de Brusselse Intergewestelijke (Regio Brussel) het Brussels Hoofdstedelijk Gewest. Binnen het ABVV heeft de ACOD een vrij autonome positie.

### Organigram

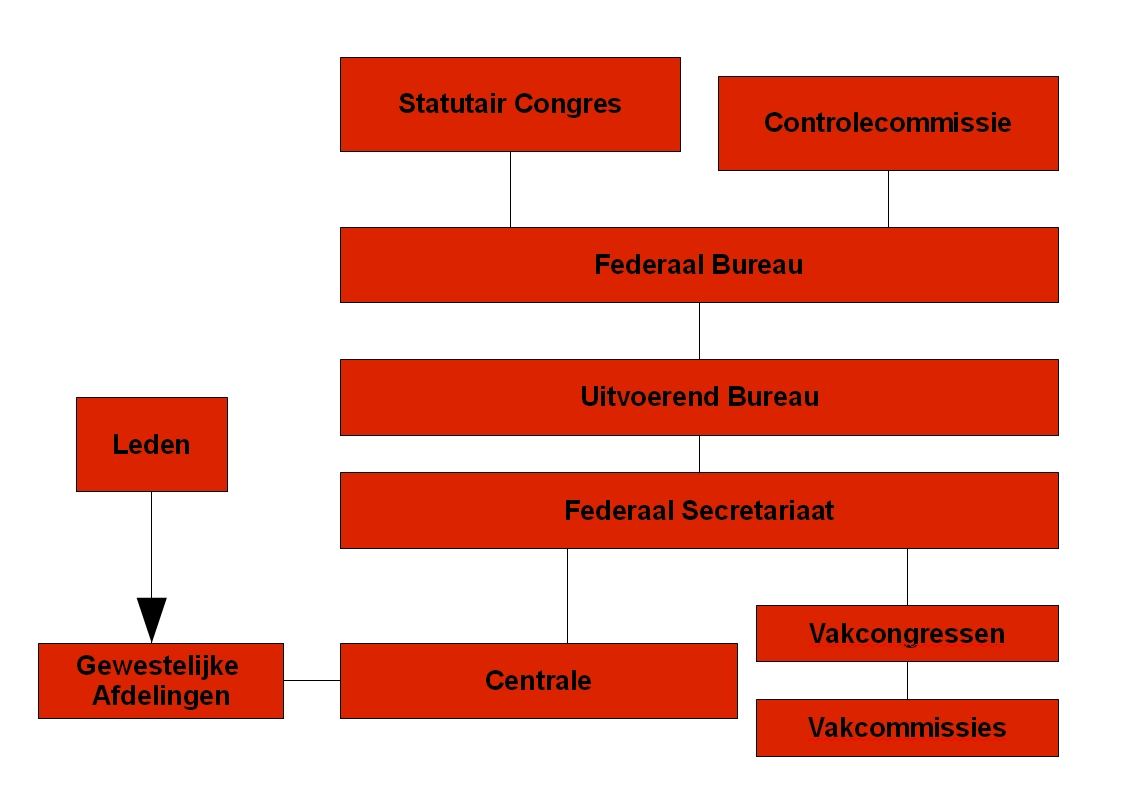
Organogram Vakcentrales

### Organen
Meer dan 300.000 leden raadplegen over syndicale thema’s is vaak praktisch niet haalbaar. Daarom heeft de ACOD een getrapte democratische vertegenwoordiging. Er zijn verschillende beslissingsniveaus: afdelingen, gewestelijke besturen, sectorcomités, bureaus, secretariaten en een Algemeen Secretariaat. Al deze instanties werken met vertegenwoordigers: militanten, afgevaardigden, secretarissen, voorzitters. Zij worden democratisch verkozen op ledenvergaderingen.
Het dagelijkse bestuur van de ACOD wordt waargenomen door het Algemeen Secretariaat, maar de eigenlijke leiding is in handen van het Federaal Uitvoerend Bureau. Dit is samengesteld uit de leden van het Algemeen Secretariaat, 21 vertegenwoordigers van de Waalse Intergewestelijke (IRW), 18 vertegenwoordigers van de Vlaamse Intergewestelijke (VLIG) en 4 vertegenwoordigers van de Brusselse Intergewestelijke (BIG). Het Federaal Uitvoerend Bureau komt maandelijks bijeen. Daarnaast is er het Federaal Comité. Dit is proportioneel samengesteld uit afgevaardigden van de intergewestelijken à rato van 1 vertegenwoordiger per 500 leden. Het komt drie tot vier keer samen per jaar. Het Federaal Statutair Congres komt om de vier jaar samen en is eveneens proportioneel samengesteld uit afgevaardigden van de intergewestelijken à rato van 1 vertegenwoordiger per 625 leden.
Federaal Statutair Congres
Het Federaal Statutair Congres komt elke vier jaar samen en bestaat uit de syndicale afgevaardigden. De bevoegdheden zijn de politieke lijn bepalen door middel van het goedkeuren van resoluties. Daarnaast verkiest het de leden van het Federaal Uitvoerend Bureau en van het Algemeen Secretariaat.
Controlecommissie
De Controlecommissie is een orgaan binnen de vakcentrale dat toekijkt op de boekhouding en financiën van de vakcentrale. Het is samengesteld uit 3 leden (1 van elke intergewestelijke). De boekhouding wordt eveneens gecontroleerd door het auditcomité van het ABVV.
Federaal Uitvoerend Bureau
Het Federaal Uitvoerend Bureau (FUB) is een orgaan binnen de vakcentrale en komt maandelijks samen. Het is samengesteld uit de leden van het Algemeen Secretariaat, 21 vertegenwoordigers van de Waalse Intergewestelijke (IRW), 18 vertegenwoordigers van de Vlaamse Intergewestelijke (VLIG) en 4 vertegenwoordigers van de Brusselse Intergewestelijke (BIG). De bevoegdheden zijn de financiën, het beheer en de werking van de Gewestelijke Afdelingen. Tot de taken van het FUB behoren onder andere: de besluiten van de congressen en federale comités toepassen, de algemene kwesties die de leden aanbelangen opvolgen, het programma van de federale ACOD verwezenlijken, acties coördineren met de verschillende intergewestelijken en geledingen van de Centrale met betrekking tot algemene aangelegenheden die hun bevoegdheden overschrijden.
Algemeen Secretariaat
Het Federaal secretariaat is een orgaan dat het dagelijks bestuur van de vakcentrale organiseert. Het bestaat uit de Voorzitter, Algemeen Secretaris en telkens 1 vertegenwoordiger per intergewestelijke. Tot de taken van het Algemeen Secretariaat behoren onder andere: de besluiten van de congressen en federale comités toepassen, de algemene kwesties die de leden aanbelangen opvolgen, het programma van de federale ACOD verwezenlijken, acties coördineren met de verschillende intergewestelijken en geledingen van de Centrale met betrekking tot algemene aangelegenheden die hun bevoegdheden overschrijden.
Intergewestelijken
De intergewestelijken overkoepelen de gewestelijke afdelingen en de sectoren in hun regio (Vlaanderen, Wallonië en Brussel). Ze zorgen voor coördinatie in besluitvorming voor materies waarbij verschillende sectoren en gewesten bij betrokken zijn. Voor meer info over de structuur van de intergewestelijke: zie verder.
Intergewestelijk congres
Is een orgaan binnen de vakcentrale dat elke vier jaar georganiseerd wordt voor elke intergewestelijke.
Gewestelijke Afdelingen
De gewestelijke afdelingen vormen de basis van de vakcentrale en organiseren dienstverlening, probleemoplossing en communicatie met de leden en syndicaal afgevaardigden. Voor meer info over de structuur van de gewestelijke afdeling: zie verder.
Gewestelijk congres
Is een orgaan binnen de vakcentrale dat elke vier jaar georganiseerd wordt voor elke gewestelijke afdeling.
Sectoren
De sectoren vertegenwoordigen de belangen van de leden in de verschillende sectoren van de openbare sector waarin de ACOD actief is. Via hun militanten en delegees zorgen ze voor bijstand op de werkvloer. De sectoren volgen het beleid en de actualiteit binnen hun domein op, overleggen met beleidsvertegenwoordigers en voeren actie indien nodig. Voor meer info over de structuur van de sectoren: zie verder.
Sectoraal congres
Is een orgaan binnen de vakcentrale dat elke vier jaar georganiseerd wordt voor elke sector.

### Sectoren
De ACOD telt in Vlaanderen negen sectoren, die elk zelfstandig zijn wat betreft intern beheer en de behartiging van de beroepsbelangen van hun leden. Elke sector bepaalt ook zelf zijn organisatorische structuur, voor zover de statuten van de (federale) ACOD worden gerespecteerd.
- BRABO Pilots and Boatmen haven Antwerpen
- Cultuur
- Gazelco (gas- en elektriciteitssector)
- Lokale en Regionale Besturen (LRB)
- Onderwijs
- Overheidsdiensten (vroeger ministeries en parastatalen, omvat nu de Federale en Vlaamse overheidsdiensten)
- Post
- Spoorwegen
- Telecom
- Tram Bus Metro (TBM)

### Gewesten
Naast deze verticale structuur bestaat er ook een horizontale structuur, de intersectorale gewesten genaamd. Er bestaan vijf Vlaamse gewesten (Antwerpen, Oost-Vlaanderen, West-Vlaanderen, Vlaams-Brabant en Limburg), elf Waalse gewesten en één Brussels gewest. Aan het hoofd van elk Gewest staat een Gewestelijk Intersectorale Secretaris.

### Bestuur
Het bestuur van de (federale) ACOD is in handen van het Algemeen Secretariaat, voorgezeten door de Federaal Voorzitter, bijgestaan door de Federaal Vicevoorzitter en de algemeen secretarissen van de drie Intergewestelijken (Vlaanderen, Wallonië en Brussel). 
- Federaal Voorzitter: Michel Meyer
- Federaal Vicevoorzitter: Chris Reniers
- Algemeen secretaris (ACOD - Vlaamse Intergewestelijke): Werner Roelandt
- Algemeen secretaris (CGSP - Waalse Intergewestelijke): Patrick Lebrun
- Algemeen secretaris (ACOD/CGSP - Brusselse Intergewestelijke): Rudy Janssens

| Vlaamse Intergewestelijke ACOD | Vlaamse Intergewestelijke ACOD |
| Periode                        | Voorzitter                     |
| ------------------------------ | ------------------------------ |
| ...                            |                                |
| 2005 - 2014                    | Karel Stessens                 |
| 2014 - heden                   | Chris Reniers                  |
| Periode                        | Algemeen secretaris            |
| ...                            |                                |
| 1989 - 2005                    | Karel Stessens                 |
| 2005 - 2014                    | Chris Reniers                  |
| 2014 - 2019                    | Guido Rasschaert               |
| 2019 - heden                   | Werner Roelandt                |

| Brusselse Intergewestelijke ACOD/CGSP | Brusselse Intergewestelijke ACOD/CGSP |
| Periode                               | Voorzitter                            |
| ------------------------------------- | ------------------------------------- |
| ? - 2016                              | Jean-Pierre Van Autrève               |
| 2016 - ?                              | Dario Coppens                         |
| ? - heden                             | Mohsine Rachik                        |
| Periode                               | Algemeen secretaris                   |
| 2005 - 2016                           | Jean-Pierre Knaepenbergh              |
| 2016 - heden                          | Rudy Janssens                         |

| Waalse Intergewestelijke CGSP | Waalse Intergewestelijke CGSP |
| Periode                       | Voorzitter                    |
| ----------------------------- | ----------------------------- |
| 1980 - 1982                   | Roger Piton                   |
| 1982 - 1990                   | Edgard Magis                  |
| 1990 - 1996                   | Charles Seumois               |
| 1996 - 1998                   | Henri Dujardin                |
| 1998 - 2001                   | Nicolas Stassart              |
| 2001 - 2009                   | Francis Steifer               |
| 2009 - 2016                   | Roland Vansaingele            |
| 2016 - heden                  | Daniel Verdebout              |
| Periode                       | Algemeen secretaris           |
| 1980 - 1985                   | Gilbert Mousset               |
| 1985 - 1991                   | Guy Seret                     |
| 1991 - 2002                   | André Mordant                 |
| 2002 - 2012                   | Francis Wegimont              |
| 2012 - 2016                   | Gilbert Lieben                |
| 2016 - heden                  | Patrick Lebrun                |

### Syndicale afvaardiging
De ACOD vertegenwoordigt de rechten van haar aangesloten leden (en die van alle werknemers in de openbare sector bij uitbreiding) via militanten, delegees, vrijgestelde afgevaardigden, bestendig afgevaardigden en secretarissen.
- Militanten zijn leden die door de ACOD worden aangeduid. Ze vertegenwoordigen de standpunten van de ACOD op de werkvloer en vormen de 'stoottroepen' bij vakbondsacties.
- Delegees zijn ACOD-leden die door hun collega's-leden van een openbare dienst worden gemandateerd. Ze verdedigen de rechten van de werknemers (zowel leden als niet-leden) op de werkvloer, overleggen met directie en coördineren met de vrijgestelde afgevaardigden, bestendig afgevaardigden en secretarissen  van hun sector. In sommige sectoren (bv. TBM en Gazelco) worden de delegees verkozen via het systeem van de sociale verkiezingen (zoals in de private sector).
- Vrijgestelde afgevaardigden en bestendig afgevaardigden zijn delegees die zich fulltime bezighouden met vakbondswerk in de vertegenwoordiging van de leden van hun werkzetel. Ook zij worden door hun leden gemandateerd.
- Secretarissen worden gemandateerd op de sectorale congressen en staan in voor de coördinatie van de verschillende onderdelen van de openbare dienst die hun sector vertegenwoordigd. Ze voeren ook overleg met de hogere politieke machten die over hun sector gaan. Behalve de algemene secretarissen die verantwoordelijk zijn voor hun sector, zijn er ook intergewestelijk secretarissen die instaan voor coördinatie in besluitvorming voor materies waarbij meerdere sectoren en gewesten bij betrokken zijn. De intergewestelijke secretarissen worden gemandateerd op de intergewestelijke congressen.

Deze verdedigen de rechten van de aangesloten leden binnen hun openbare dienst verloopt volgens twee verschillende modellen:
- het overlegmodel waarbij er twee organen zijn voor de communicatie tussen werkgever en werknemer. Dit zijn de ondernemingsraad en de Comités voor Preventie en Bescherming op het Werk (CPBW). Deze personen worden verkozen door de werknemers.
- het strijdmodel waarbij men in de openbare diensten actievoerders heeft die waken over de sociale toestand. Deze door de vakbond aangestelde personen vormen de vakbondsdelegatie.

### Leden
| Jaartal | Leden   |
| ------- | ------- |
| 1945    | 84.944  |
| 1947    | 94.371  |
| 1955    | 138.830 |
| 1961    | 146.874 |
| 1967    | 162.355 |
| 1973    | 241.507 |
| 1977    | 269.182 |
| 1980    | 295.121 |
| 1986    | 227.448 |
| 1991    | 208.957 |
| 1995    | 271.964 |